# Notogomphus dorsalis
Notogomphus dorsalis – gatunek ważki z rodziny gadziogłówkowatych (Gomphidae). Występuje w Afryce Subsaharyjskiej; stwierdzony w Kenii, Tanzanii, Ugandzie, Demokratycznej Republice Konga i Etiopii, prawdopodobnie występuje także w Sudanie Południowym.